# Angela Gheorghiu
Angela Gheorghiu (n. 7 septembrie 1965, Adjud, Vrancea, România) este o soprană română, una dintre cele mai renumite cântărețe de operă din lume.

## Familie
Numele de fată este Burlacu. Sora ei, decedată foarte tânără, se numea Elena. Angela a fost căsătorită cu Andrei Gheorghiu, fiul violonistului și profesorului Ștefan Gheorghiu. S-a recăsătorit cu tenorul Roberto Alagna, dar cei doi au decis să divorțeze în 2013.

## Carieră
Elevă a Miei Barbu, a absolvit Conservatorul din București în anul 1990. În străinătate a cântat pentru prima dată la Basel în Elixirul dragostei de Gaetano Donizetti. A debutat în 1992 la Royal Opera House din Londra cu rolul Zerlina, în Don Giovanni, urmată de Mimì din La bohème de Giacomo Puccini, apoi în Adina la Opera de Stat din Viena și la Opera din Hamburg. În 1993 a debutat la Metropolitan Opera în La bohème.
La Royal Opera House a triumfat în mult aplaudata Traviata de Giuseppe Verdi, dirijată de Sir Georg Solti, în 1994, spectacol pentru care, ca să poată fi transmis în direct, a fost anulat programul obișnuit de la BBC. Spectacolul a fost înregistrat de casa de discuri Decca.
De atunci, soprana Angela Gheorghiu a fost o prezență constantă în săli de operă și de concert din lumea întreagă: Viena, Paris, Milano, Londra, New York, Salzburg, Berlin, Tokyo, Roma, Seul, Veneția, Atena, Monte Carlo, Chicago, Philadelphia, Sao Paolo, Los Angeles, Lisabona, Valencia, Palermo, Balbeck, Amsterdam, Kuala Lumpur, Zürich, Madrid, Barcelona, Praga, Montreal, Toronto, Moscova, Taipei, San Juan, Ljubljana, Shanghai, Oman, Frankfurt, Verona și altele. 
În 1999 a participat la concertul “Michael Jackson și Prietenii” în München. A cântat la redeschiderea Royal Opera House (decembrie 1999), a Teatrului Malibran din Veneția (mai 2001) și a Operei din Valencia în prezența Reginei Sofia a Spaniei (octombrie 2005). 
În 2001, Angela Gheorghiu a interpretat rolul principal în filmul-operă Tosca, regizat de Benoit Jacquot, film prezentat în afara concursului la Festivalul de Cinema de la Veneția. În 2002 interpretează rolul Julietei în filmul Roméo et Juliette alături de Roberto Alagna. Ambele filme au fost lansate pe DVD.
A participat la spectacolul care a marcat Jubileul de Aur al Reginei Elisabeta a II-a, Prom at the Palace (iunie 2002), concert disponibil pe DVD. A cântat pentru Alteța Sa Prințul Charles în diferite ocazii. În 2003 a luat parte la concertul organizat cu ocazia decernării Premiilor Nobel. În 2012 a fost invitata de onoare la o gală de binefacere pentru a strânge fonduri pentru Royal Opera House Foundation, gală la care a participat și Regina Elizabeth II. 
A cântat la Jubileul de Argint al Reginei Beatrix în Amsterdam (2005), Concertul de Anul Nou de la Palais Garner în Paris (2006), la Concertul de vară Met în Prospect Park, New York (2008), și la concertul organizat în memoria lui Luciano Pavarotti în Petra, unde a interpretat și un duet inedit al ariei "La ci darem la mano" din Don Giovanni alături de Sting (2008).
În 2009, Angela Gheorghiu a fost invitată să cânte în onoarea mezzo-sopranei Grace Bumbry la Kennedy Center Honors, în Washington. A interpretat aria "Vissi d'arte" din Tosca de Puccini în prezența lui Barack Obama.
În noiembrie 2010 a debutat în rolul titular din Adriana Lecouvreur de Francesco Cilea, într-o nouă producție semnatã David McVicar a Operei Regale din Londra, Covent Garden. The Observer a scris: "Este dificil de imaginat pe cineva întrecând-o pe Angela Gheorghiu în acest rol. Vocea ei lină și cremoasă, dar cu un miez de oțel, se îmbină perfect cu mișcarea scenică. Este o actriță naturală, scena morții improbabile fiind sfâșietor de credibilă iar aria Poveri fiori pur și simplu de neuitat." 
În iulie 2011 revine în rolul principal în Tosca pe scena londoneză, alături de Jonas Kaufmann și Bryn Terfel, sub bagheta lui Antonio Pappano, spectacol ce s-a lansat pe DVD. Productia realizatã de Jonathan Kent a fost pusã pentru prima datã în scenã în anul 2006, tot cu Angela Gheorghiu în rolul titular.
În septembrie 2011 a revenit la Londra pentru reluarea producției de Faust, spectacol transmis în direct în cinematografele din întreaga lume. Sezonul de transmisii în cinema 2011/2012 al Royal Opera House a debutat cu trei producții având-o pe Angela Gheorghiu în rolul principal: Faust, în direct, (septembrie 2011), Adriana Lecouvreur (octombrie 2011) și Tosca (noiembrie 2011).
Vocea ei este considerată de către critica internațională drept o combinație între vocile a două celebre cântărețe de operă, Maria Callas și Renata Tebaldi.
Cu compania Metropolitan Opera a cântat în peste 70 de reprezentații.
Pe 28 octombrie 2011 a cântat la gala de redeschidere a Teatrului Bolshoi din Moscova, la invitația președintelui rus Dmitri Medvedev, spectacol transmis în direct în cinematografe din toată lumea și online.
În februarie 2012 Angela Gheorghiu a deschis Balul Operei din Viena, fiind acompaniată de Orchestra Operei din Viena dirijată de Georges Prêtre.
În iunie 2012 a sărbătorit 20 de ani de la debutul pe scena Operei Regale din Londra, interpretând rolul Mimi în La bohème alături de Roberto Alagna. În iulie 2012 a predat primul curs de master class la "Georg Solti" Accademia în Castiglione della Pescaia, Italia. S-a întors în Toscana pentru un al doilea masterclass la Academia "Georg Solti" în 2016. În noiembrie 2012 a interpretat rolul Tosca la San Francisco Opera.  
Cel mai recent debut pe scenă a fost rolul Charlotte din opera "Werther" (Jules Massenet) în martie 2015 la Opera de Stat din Viena. Interpretează acest rol și într-un concert la Festivalul de la Salzburg în august 2015.
În iulie 2015 a debutat la Festivalul Verbier din Elveția alături de chitaristul Miloš Karadaglić într-un recital special la Église.
În octombrie 2015, Angela Gheorghiu a apărut pentru prima dată în Australia în 2 concerte de gală la Sydney Opera House și la Hammer Hall, Arts Centre Melbourne. În noiembrie 2015 a cântat la Richard Tucker Opera Gala, "cel mai anticipat eveniment de operă al sezonului" la Lincoln Center, în New York City. Spectacolul a fost difuzat de postul de televiziune PBS. Angela Gheorghiu a cântat prima oară la Richard Tucker Opera Gala în 1999. Cântă apoi rolul principal din opera Tosca la Metropolitan Opera din New York într-o producție de Luc Bondy. În decembrie 2015, Angela Gheorghiu cântă împreună cu tenorul Ramon Vargas și Ghiță Petean într-un concert de gală la Opera din Monte Carlo. Veniturile acestui concert s-au acordat în totalitate Fundației stabilite în urma dispariției fiului lui Ramon Vargas, Eduardo, la vârsta de 6 ani. 
În 2016, Angela Gheorghiu a revenit în rolul titular din Tosca la Royal Opera House, Londra. Deși era programată să cânte în 5 reprezentații, a cântat în total în 7 spectacole. S-a întors drept Tosca și la Wiener Staatsoper alături de Jonas Kaufmann în aprilie 2016. În septembrie 2016 a interpretat pentru prima dată rolul Floriei Tosca la Opera de Stat din Berlin cu "ovații furtunoase și prelungite".
2017 marchează 25 de ani de la debutul internațional al sopranei Angelei Gheorghiu la Royal Opera House. Cu această ocazie, s-a întors la Londra interpretând rolul Adriana Lecouvreur în februarie 2017.

## Premii și Distincții
Angela Gheorghiu a fost distinsă cu 5 premii Gramophone, cel mai recent pentru discul Madama Butterfly în 2009. 
În 2002, Angela Gheorghiu a primit premiul Echo Klassik pentru "Artista anului".
A primit numeroase premii precum: Diapason d'Or, Choc du Monde de la Musique în Franța, Cecilia Prize în Belgia, premiul Musica e dischi în Italia, Foreign Lyric Production Award, United States Critics' Award, Deutscher Schallplattenpreis, International Classical Music Award.
Discul Manon (Jules Massenet) a fost nominalizat la Premiile Grammy în anul 2002.
Angela Gheorghiu a primit titlul de “Artista Anului” la Premiile Classical Brit în 2001 și 2010.
În 2004, câștigă premiul Victoires de la musique classique pentru discul Carmen (Bizet).
A fast distinsă cu "La Medaille Vermeille de la Ville de Paris" și "Officier de l’Ordre des Arts et Lettres" și "Chevalier de l'Ordre des Arts et Lettres" din partea Ministerelor Culturii din Franța și România.
În decembrie 2010 i-a fost acordat titlul Doctor Honoris Causa de către Universitatea de Arte din Iași și Ordinul național „Steaua României”, cea mai înaltă decorație oferită de Președintele României.
În octombrie 2012 Angela Gheorghiu a primit decorația regală "Nihil Sine Deo"  din partea Majestății Sale Regele Mihai I pentru promovarea valorilor românești peste hotare.
În octombrie 2014 i-a fost acordat titlul Doctor Honoris Causa de către Academia de Muzică Gheorghe Dima din Cluj-Napoca.
În 2014, Angela Gheorghiu a fost inclusă în "Gramophone Hall of Fame" care celebrează artiștii ale căror contribuții la înregistrările de muzică clasică s-au dovedit a fi cele mai influente și de inspirație.
În octombrie 2015 a primit European Cultural Award într-o ceremonie la Frauenkirche în Dresda, Germania.

## Lipsa colaborării cu Securitatea
În anul 2023, Libertatea publică faptul că Angela Gheorghiu ar fi semnat în vara lui 1987 (la 22 de ani), când era în anul III de facultate, un angajament cu Securitatea. Ar fi avut numele de cod - Gina, nume puțin probabil să fi fost folosit în acest scop, fiind numele cu care este cunoscută de întreaga familie și de prieteni. Datorită faptului că în dosarul studiat de CNSAS nu s-a găsit decât o notă informativă prin care Gina aducea laude unui reprezentant al Patriarhiei, artista nu este considerată ca fiind un colaborator al Securității.

## Discografie
- La Traviata (Verdi) Decca 1997 CD/DVD
- The Puccini Experience RCA 1995
- L'elisir d'amore (Donizetti) Decca 1996 CD/DVD
- Arias Decca 1996
- La Rondine (Puccini) EMI 1999
- Carmen (Bizet) Teldec 1996
- Duets and Arias EMI 1996
- Romeo și Julieta (Gounod) EMI 1998
- My World Decca 1998
- Werther (Massenet) EMI 1999
- Tripticul|Il Trittico (Puccini) EMI 1999
- La Bohème (Puccini) Decca 1999
- Werther (Massenet) EMI 1999
- Classics on a Summer's Evening EMI 2001
- Live in Prague 2001
- Verdi Heroines Decca 2000
- Manon (Massenet) EMI 2000
- Classics on a Summer's Evening EMI 2001
- Live in Prague 2001
- Verdi: Requiem (Verdi) EMI
- Casta Diva EMI 2001
- Mysterium - Sacred Arias Decca 2001
- Tosca (Puccini) EMI 2001 CD/DVD
- Live From Covent Garden EMI 2002 CD/DVD
- Prom at the Palace Opus Arte 2002 DVD
- Carmen (Bizet) EMI 2003
- The Essential Angela Gheorghiu Decca 2004
- Diva EMI 2004
- Last Night at the Proms Warner Classics 2004
- Puccini EMI 2005
- Art of Angela Gheorghiu Decca 2004 DVDx2
- Live From La Scala EMI 2007
- La traviata (Verdi) Arthaus Musik 2007 DVD/Blu-ray
- La traviata (Live from La Scala) (Verdi) Arthaus-musik 2007 DVD
- Marius et Fanny Larghetto 2008
- Angela & Roberto Forever" EMI 2008
- My Puccini EMI 2008
- Great opera arias Kultur Video 2008
- La bohème (Live from the Met) (Puccini) EMI 2008 DVD
- Tribute to Pavarotti - One Amazing Weekend in Petra Decca 2009 DVD
- Madama Butterfly (Puccini) EMI 2009
- L'amico Fritz (Mascagni) Deutsche Grammophon 2009
- Classical Legends- In Their Own Words EMI 2010
- Best Of Angela Gheorghiu - DIVA EMI Japan 2010 CD+DVD
- Les Stars du Clasique EMI UK/Zoom 2010
- Romeo și Julieta (Gounod) Emi Classics 2010 - Reissued as part of "Home of the Opera" collection
- La rondine (Puccini) EMI Classics 2010 - Reissued as part of "Home of the Opera" collection
- Classical 2011 EMI 2010
- La rondine (Live from the Met) (Puccini) EMI 2010 DVD
- Faust (Live from ROH) (Gounod) EMI 2010 DVD
- Fedora (Giordano) Deutsche Grammophon 2011 CD
- Homage to Maria Callas EMI 2011 CD
- Adriana Lecouvreur Decca 2012 DVD/Blu-ray
- Tosca EMI 2012 DVD/Blu-ray
- O, ce veste minunata! Colinde românești MediaPro Music 2013 CD
- Guardian Angel. Christmas Carols MediaPro Music 2014 CD
- Autograph. 25th Anniversary Boxed Set Warner Classics 2015 CD+DVD
- Live from Covent Garden Warner Classics 2017 CD
- The Complete Recitals on Warner Classics Warner Classics 2017 CD
- Eternamente: The Verismo Album Warner Classics 2017 CD+Vinyl

Primul contract exclusiv l-a semnat cu Decca în 1995, unde a înregistrat Traviata de la Covent Garden, Elixirul dragostei de la Lyon, La bohème cu Orchestra de la Scala din Milano, recitalurile Arias cu orchestra teatrului Regio din Torino, Verdi Heroines cu orchestra „Giuseppe Verdi” din Milano, My World și Mysterium cu orchestra filarmonicii din Londra.
Al doilea contract exclusiv l-a semnat cu EMI (acum Warner Classics) în 1998, unde a înregistrat Duets and Arias cu Roberto Alagna și orchestra ROH Covent Garden, La Rondine de Puccini cu orchestra filarmonicii din Londra, Romeo și Julieta cu orchestra Capitol din Toulouse, Verdi per due cu Roberto Alagna și orchestra din Berlin, Gianni Schicchi de Puccini, Werther de Massenet cu orchestra din Londra, Manon de Massenet, Trubadurul cu orchestra filarmonicii din Londra și Carmen cu orchestra Capitol din Toulouse. După recitatul Casta Diva au urmat Classics on a Summer's Evening, Verdi Requiem și recitalul Live from Covent Garden din 2001.